# Alexandru Papadopol
Alexandru Papadopol (n. 5 aprilie 1975, Râmnicu Vâlcea, Vâlcea, România) este un actor român de teatru și film.

## Biografie
S-a născut la 5 aprilie 1975 în orașul Râmnicu Vâlcea într-o familie de origine româno-elenă (unul din bunicii săi era grec), dar, potrivit propriei mărturisiri, nu face parte din comunitatea elenă și nu cunoaște limba greacă. A locuit o vreme la Câmpulung și Slatina, după care s-a mutat la București, unde a urmat cursurile Colegiului Național „Ion Neculce”, pe care le-a absolvit în 1993. A studiat intensiv limbile străine în timpul liceului, fiind un foarte bun vorbitor de limba germană. 
A absolvit Facultatea de Drept a Universității Româno-Americane în 1998 și urmat apoi studii la secția de Actorie la Universitatea Națională de Artă Teatrală și Cinematografică „Ion Luca Caragiale” din București (UNATC), pe care le-a absolvit-o în 2002, avându-l ca profesor pe Dem Rădulescu. Catedra de Teatrologie i-a acordat Premiul pentru cea mai bună interpretare masculină pentru rolurile Tatăl din Pe jos de Sławomir Mrożek și Victor Puhov din Audiția de Aleksandr Galin la Gala Absolvenților UNATC din 2002.
A înființat în anul 2010, împreună cu Dragoș Bucur și Dorian Boguță, școala privată de actorie Actoriedefilm.ro, care a realizat două lungmetraje (Love Building și Alt Love Building). Face parte, începând din 2014, din trupa Teatrului Odeon din București.
De-a lungul carierei sale de două decenii, a avut rolul importante în cinema, televiziune și teatru. A jucat în mai multe seriale de televiziune: Căsătorie de probă (2003), Numai iubirea (2004), Păcatele Evei (2005), Daria, iubirea mea (2006), Lacrimi de iubire (2006), Războiul sexelor (2007), Regina (2008–2009), Aniela (2009–2010), Iubire și onoare (2010–2011), Pariu cu viața (2011–2012) etc., precum și în filme de cinema precum Marfa și banii (2001), Occident (2002), Raport despre starea națiunii (2004), Amintiri din Epoca de Aur 2: Dragoste în timpul liber (2009), Love Building (2013), Când se lasă seara peste București sau Metabolism (2013), Alt Love Building (2014), Acasă la tata (2015), Două lozuri (2016), Toni Erdmann (2016), 6,9 pe scara Richter (2016), Povestea unui pierde-vară (2018) și Arest (2019).
A participat de două ori consecutiv, în timpul facultății, la secțiunea Quinzane des Realizateurs din cadrul Festivalului Internațional de Film de la Cannes și a câștigat premiul pentru cel mai bun actor la Festivalul Internațional de Film de la Salonic din 2001 pentru rolul din filmul Marfa și banii (regia Cristi Puiu) și premiul pentru cel mai bun actor acordat de Uniunea Cineaștilor din România în 2002, pentru rolul Luci din filmul Occident (ex-aequo cu Dragoș Bucur pentru rolul din filmul Furia).

## Viața personală
Alexandru Papadopol a fost căsătorit cu actrița Ioana Ginghină până la divorțul din 2019. Cuplul are o fetiță, Ruxandra.

## Activitatea teatrală

### Teatrul Odeon
| An   | Titlu                                                             | Rol                          | Note                                                                                           |
| ---- | ----------------------------------------------------------------- | ---------------------------- | ---------------------------------------------------------------------------------------------- |
| 2013 | Liniște! Sărut. Acțiune!                                          | Cocaină, director de imagine | o adaptare de Peter Kerek după filmul Living in Oblivion al lui Tom Dicillo, regia Peter Kerek |
| 2013 | Titanic Vals de Tudor Mușatescu                                   | Stamatescu                   | regia Alexandru Dabija                                                                         |
| 2014 | Viză de clown de Saviana Stănescu                                 | Bob                          | regia Alexandru Mihail                                                                         |
| 2015 | Trei generații de Lucia Demetrius                                 | Ilie                         | regia Dinu Cernescu                                                                            |
| 2016 | Soldatul de ciocolată de George Bernard Shaw                      | Bluntschli                   | regia Andrei Șerban                                                                            |
| 2016 | Svejk după Jaroslav Hašek                                         | Lukas / Kotatko / Un bețiv   | regia Alexandru Dabija                                                                         |
| 2018 | Fugarii după A.P. Cehov                                           | Pekarski                     | regia Alexandru Dabija                                                                         |
| 2019 | Persona de Ingmar Bergman                                         | Domnul Vogler                | regia Radu Nica                                                                                |
| 2019 | Delirium de Enda Walsh, după Frații Karamazov de F.M. Dostoievski | Ivan                         | regia Vlad Massaci                                                                             |
| 2020 | Kilometrul zero de Saviana Stănescu                               | Radu                         | regia Andrei Măjeri                                                                            |
| 2023 | Neliniște de Ivan Vîrîpaev                                        | Steve Racoon                 | regia Bobi Pricop                                                                              |

### Alte colaborări
| An   | Titlu                                                          | Rol              | Loc                              | Note                        |
| ---- | -------------------------------------------------------------- | ---------------- | -------------------------------- | --------------------------- |
| 2001 | Noaptea asasinilor de José Triana                              | Lalo             | Studioul Casandra                | regia Alexandru Berceanu    |
| 2002 | Audiția de Aleksandr Galin                                     | Victor Puhov     | Studioul Casandra                | regia George Ivașcu         |
| 2002 | Pe jos de Sławomir Mrożek                                      | Tatăl            | Studioul Casandra                | regia George Ivașcu         |
| 2002 | Curcanul de Sławomir Mrożek                                    | Regizorul        | Studioul Casandra                | regia George Ivașcu         |
| 2012 | Autobahn de Neil Labute                                        | El               | Teatrul de Comedie din București | regia Mihai Brătilă         |
| 2016 | O spovedanie de Dan Chișu                                      | Preotul          |                                  | regia Emanuel Pârvu         |
| 2020 | Și timpul s-a oprit în loc de Donald Margulies                 | James            | Teatrul de Artă                  | regia Bogdan Budeș          |
| 2021 | Libretto Solitudine de Matei Lucaci-Grünberg                   | Actorul          | Teatrul Infinit                  | regia Matei Lucaci-Grünberg |
| 2021 | Libretto Impostura de Matei Lucaci-Grünberg                    | Carlos Ribagorda | Teatrul Infinit                  | regia Matei Lucaci-Grünberg |
| 2022 | Masacrul de Yasmina Reza                                       | Alexandru        | unteatru                         | regia Mihai Brătilă         |
| 2022 | Funia de Alfred Hitchcock                                      | Nae Rădulescu    | Teatrul Infinit                  | regia Matei Lucaci-Grünberg |
| 2022 | Conspiraționiștii - Doi motani de Iulian Postelnicu            | Laurențiu        |                                  | regia Iulian Postelnicu     |
| 2023 | Am făcut ce s-a putut de Sever Bârzan și Matei Lucaci-Grünberg | Tiberiu Truță    | Teatrul Dramaturgilor Români     | regia Matei Lucaci-Grünberg |

## Filmografie

### Filme de cinema

#### Actor
| An   | Titlu                                                 | Rol                        | Note                                  |
| ---- | ----------------------------------------------------- | -------------------------- | ------------------------------------- |
| 2001 | Marfa și banii                                        | Ovidiu                     | regia Cristi Puiu                     |
| 2002 | Occident                                              | Luci                       | regia Cristian Mungiu                 |
| 2004 | Raport despre starea națiunii                         | Interpretul                | regia Ioan Cărmăzan                   |
| 2005 | Legenda curcanului zburător                           | Paznicul de la Armată      | scurtmetraj, regia Cristian Mungiu    |
| 2006 | Offset                                                | Invitat                    | regia Didi Danquart                   |
| 2007 | Iubire de soră                                        | Cristi                     | regia Bogdan Danelopol                |
| 2009 | Amintiri din Epoca de Aur 2: Dragoste în timpul liber | Punkistul                  | regia Cristian Mungiu                 |
| 2010 | Dealuri ca elefanți albi                              |                            | scurtmetraj, regia Constantin Popescu |
| 2013 | Love Building                                         | Cristian Lazurean          | regia Iulia Rugină                    |
| 2013 | Când se lasă seara peste București sau Metabolism     | Laur                       | regia Corneliu Porumboiu              |
| 2014 | Alt Love Building                                     | Cristian Lazureanu         | regia Iulia Rugină                    |
| 2014 | Monica se întoarce                                    |                            | scurtmetraj, regia Paul Negoescu      |
| 2014 | Kazimir                                               | Radu                       | scurtmetraj, regia Dorian Boguță      |
| 2015 | Acasă la tata                                         | Robert                     | regia Andrei Cohn                     |
| 2015 | București NonStop                                     | Gelu                       | regia Dan Chișu                       |
| 2016 | Două lozuri                                           | Pompiliu Borș              | regia Paul Negoescu                   |
| 2016 | Toni Erdmann                                          | Dascalu                    | regia Maren Ade                       |
| 2016 | 6,9 pe scara Richter                                  | Relu                       | regia Nae Caranfil                    |
| 2018 | Povestea unui pierde-vară                             | Petru                      | regia Paul Negoescu                   |
| 2019 | Arest                                                 | Dinu                       | regia Andrei Cohn                     |
| 2021 | Balaur                                                | Părintele Dragoș Ivanovici | regia Octav Chelaru                   |
| 2023 | Încă două lozuri                                      | Pompiliu Borș              | regia Paul Negoescu                   |
| 2023 | Libertate                                             | Petrache T.                | regia Tudor Giurgiu                   |

### Filme de televiziune
| An        | Titlu                       | Rol                           | Note                                                 |
| --------- | --------------------------- | ----------------------------- | ---------------------------------------------------- |
| 2003      | Căsătorie de probă          | Alexandru                     | serial TV                                            |
| 2004      | Călătorie de vis            | Radu                          | film TV, regia Valentin Hotea                        |
| 2004      | Numai iubirea               | Dan Bratu                     | serial TV, regia Iura Luncașu                        |
| 2005      | Păcatele Evei               | Robert Nicolau/Mihnea Nicolau | serial TV, regia Adrian Batista                      |
| 2006      | Daria, iubirea mea          | Andi Nichita                  | serial TV, regia Alex Fotea                          |
| 2006      | E dreptul meu!              | Vlad                          | film TV, regia Corina Radu                           |
| 2006      | Lacrimi de iubire           | Gabriel                       | serial TV, regia Iura Luncașu                        |
| 2007      | Războiul sexelor            | Alex                          | serial TV, regia Peter Kerek                         |
| 2008–2009 | Regina                      | Dinu Rotaru                   | serial TV, regia Iura Luncașu                        |
| 2009–2010 | Aniela                      | Aleco Calofresco              | serial TV, regia Iura Luncașu                        |
| 2010–2011 | Iubire și onoare            | Claudiu Nicolescu             | serial TV, regia Alex Fotea                          |
| 2011–2012 | Pariu cu viața              | Bobby Iordache                | serial TV, regia Iura Luncașu                        |
| 2013      | Îngeri pierduți             | Emil Voican                   | serial TV, regia Laurențiu Maronese                  |
| 2020      | Bani negri                  | Doru                          | serial HBO Europe TV, 6 episoade, regia Daniel Sandu |
| 2023      | Brigada Nimic               | -                             | serial TV                                            |
| 2024      | Iubire cu parfum de lavandă | Petrică                       | serial TV                                            |

#### Scenarist
| An   | Titlu   | Regizor       | Note                                       |
| ---- | ------- | ------------- | ------------------------------------------ |
| 2014 | Cuscrii | Radu Potcoavă | coscenarist, împreună cu Iulian Postelnicu |

#### Producător
| An   | Titlu                      | Regizor       | Note                    |
| ---- | -------------------------- | ------------- | ----------------------- |
| 2012 | Sink                       | Iulia Rugină  | mediumetraj, producător |
| 2013 | Love Building              | Iulia Rugină  | producător              |
| 2014 | Să mori de dragoste rănită | Iulia Rugină  | scurtmetraj, producător |
| 2016 | Două lozuri                | Paul Negoescu | coproducător            |